# Frans Hals

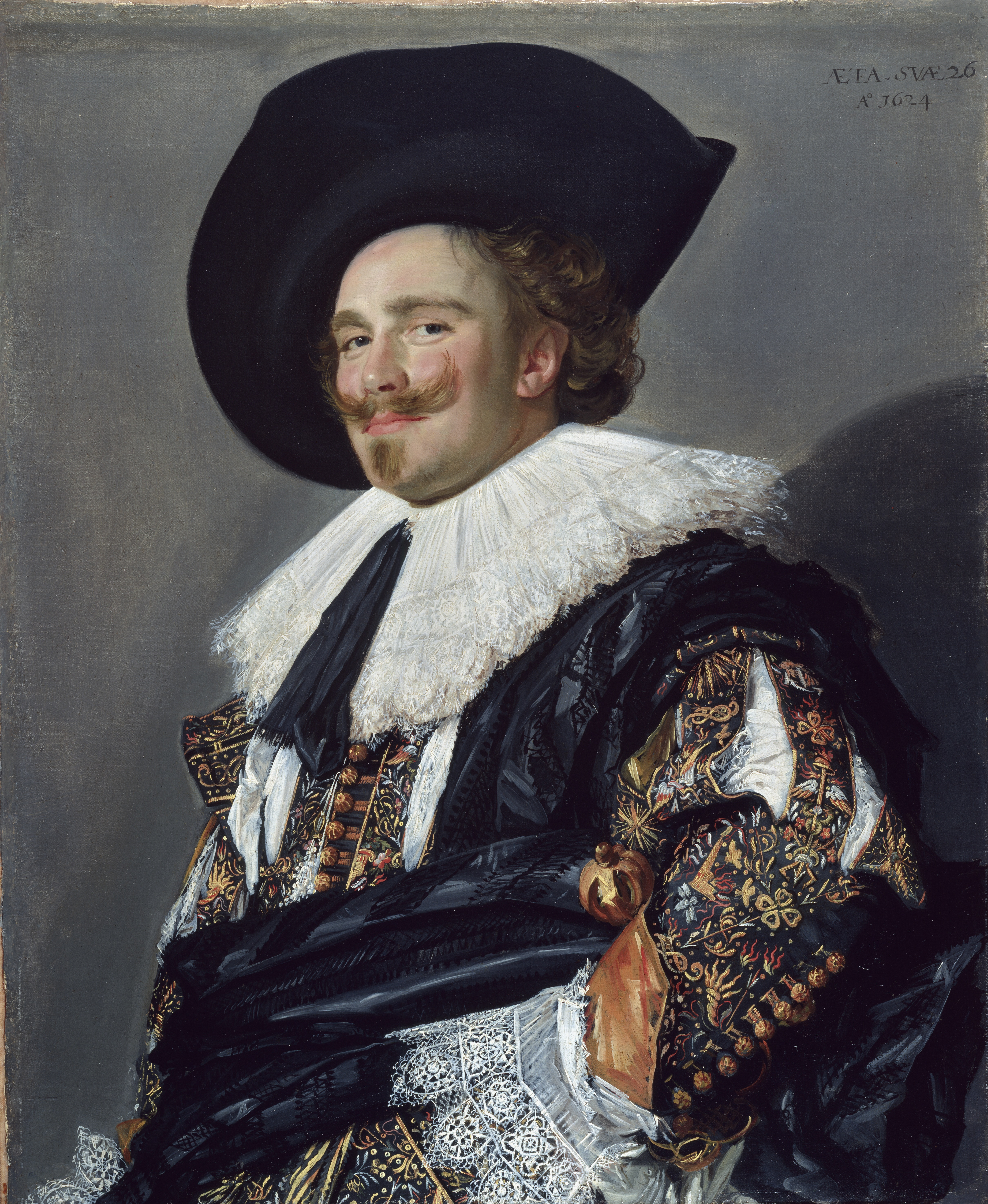
Śmiejący się kawaler (1624)

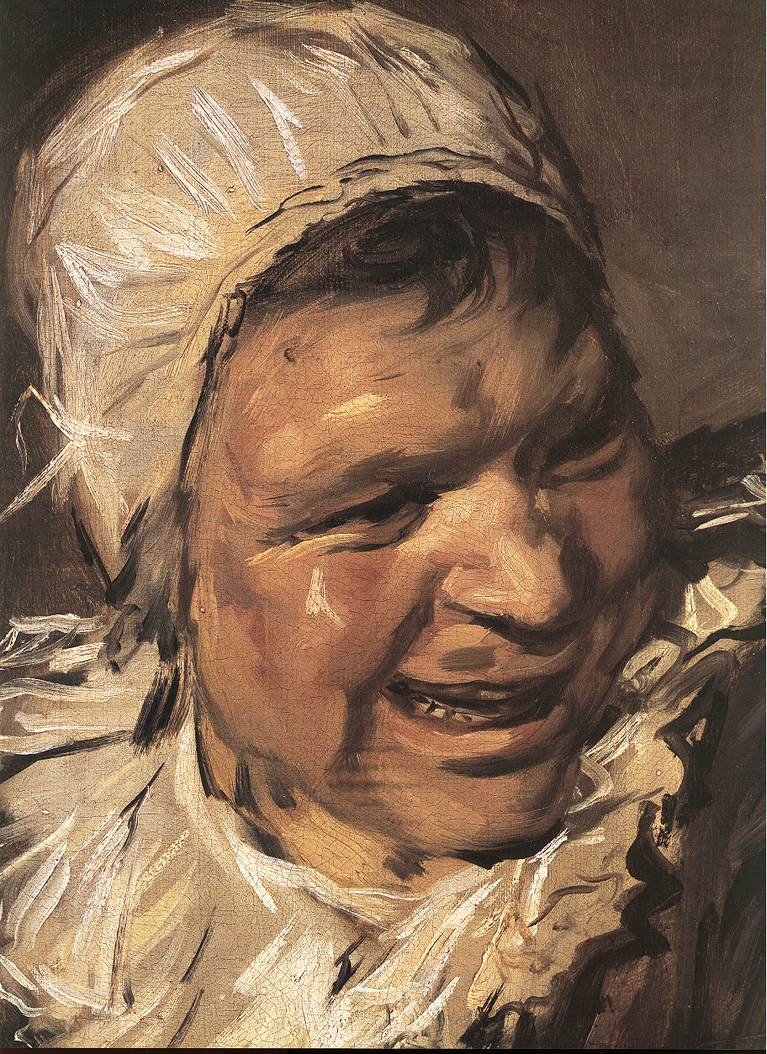
Malle Babbe (detal), (1633-35)

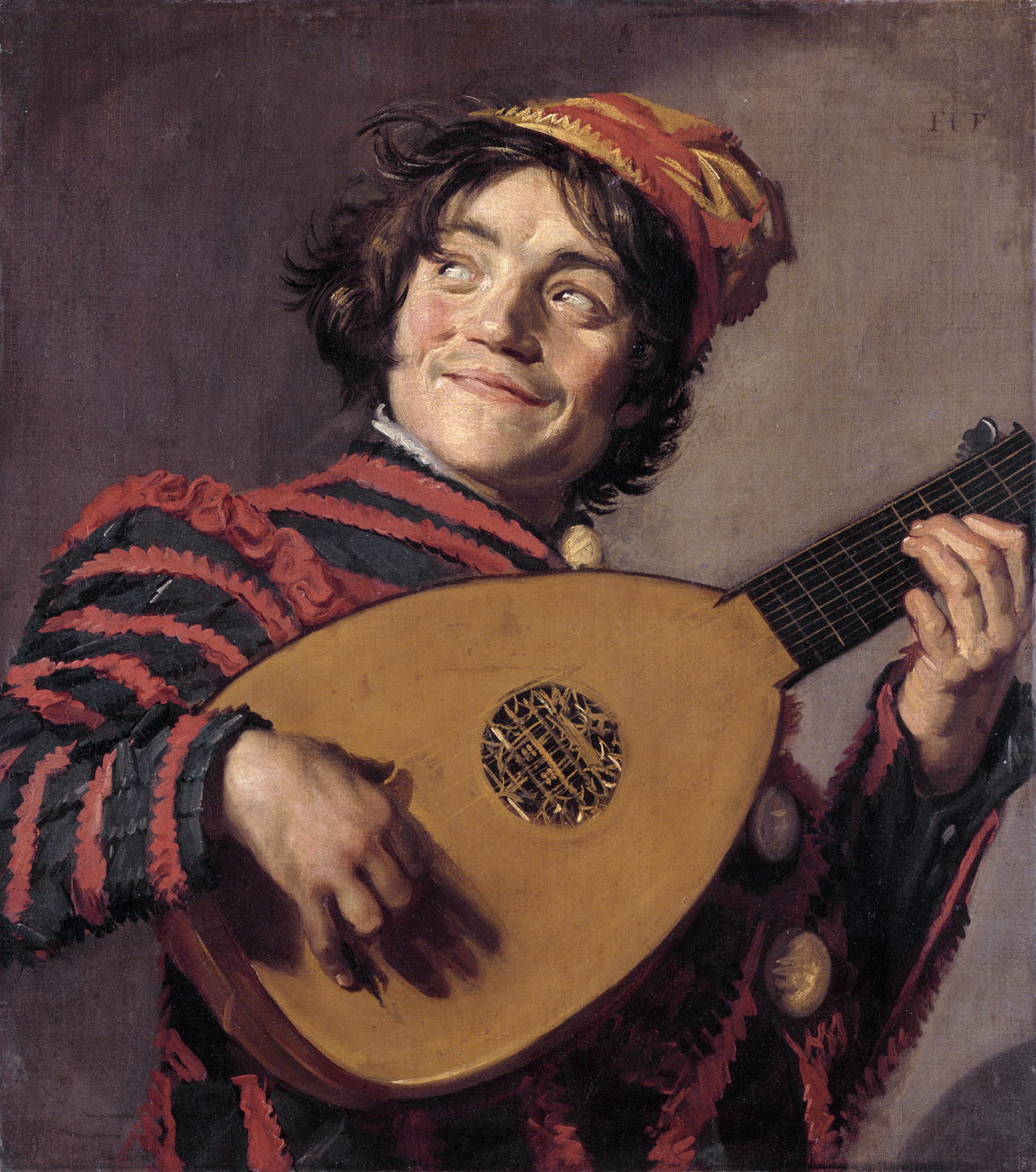
Błazen grający na lutni (ok. 1623)

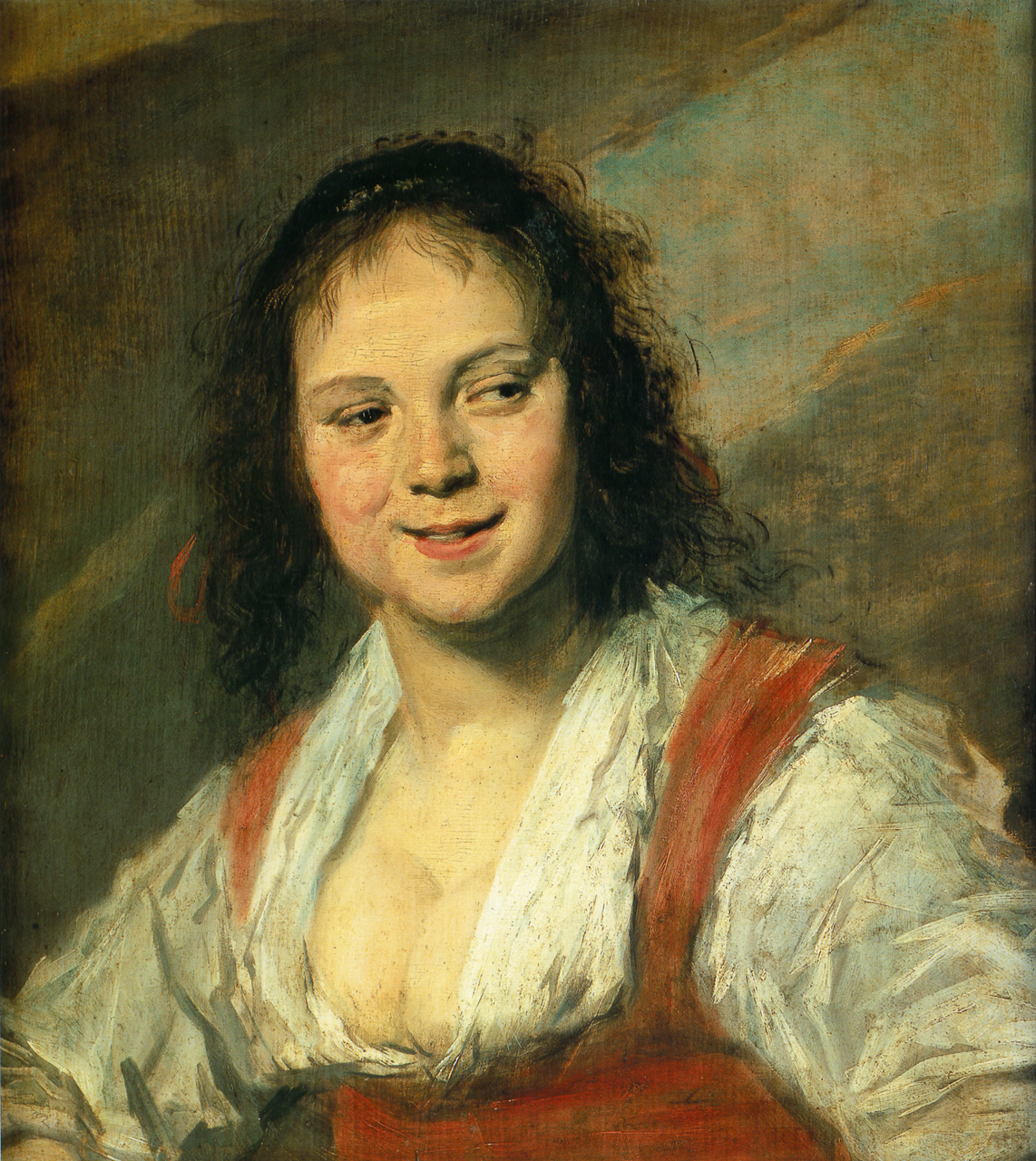
Cyganka (1628-30)

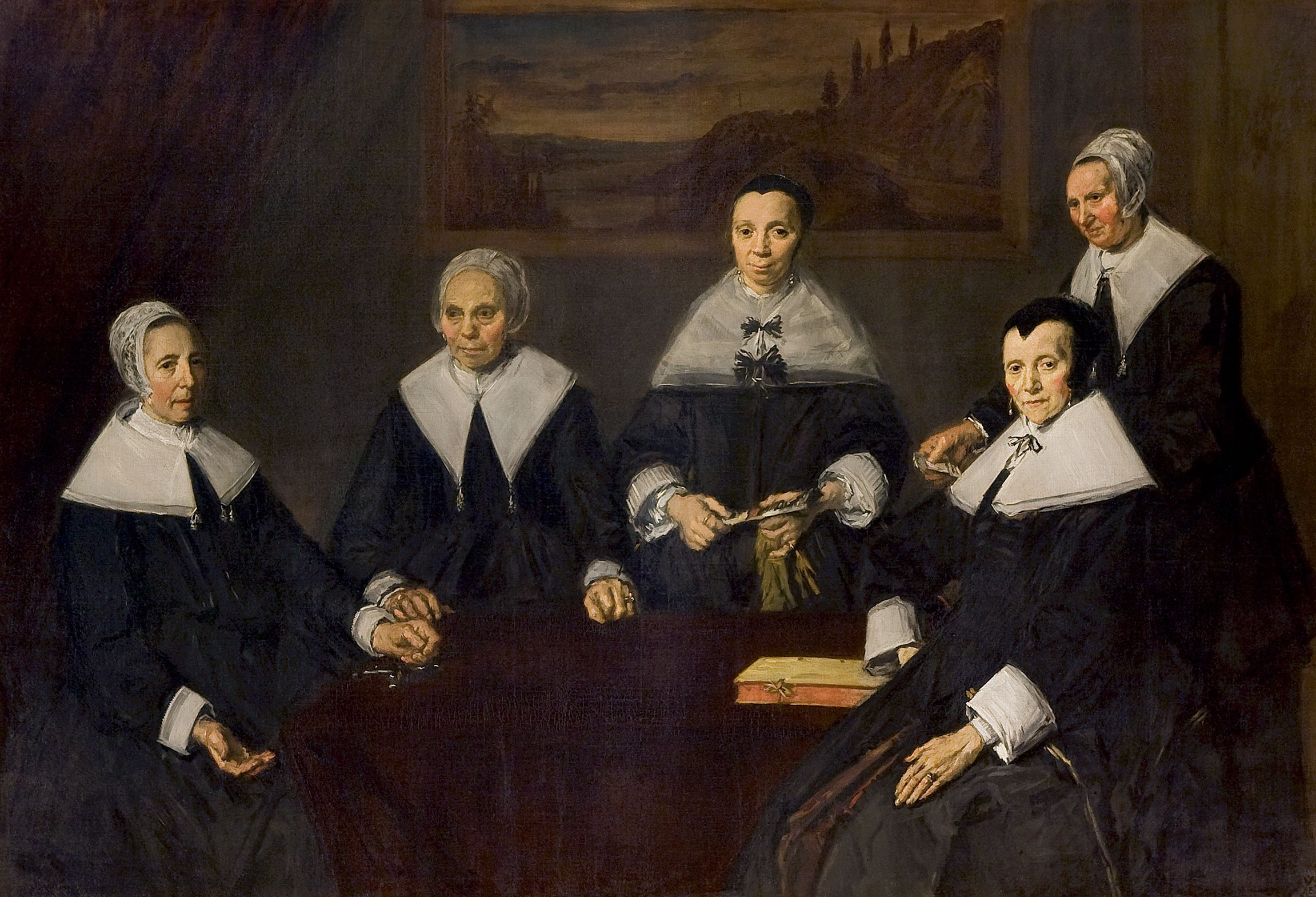
Portret regentek domu staruszek w Haarlemie (1664)

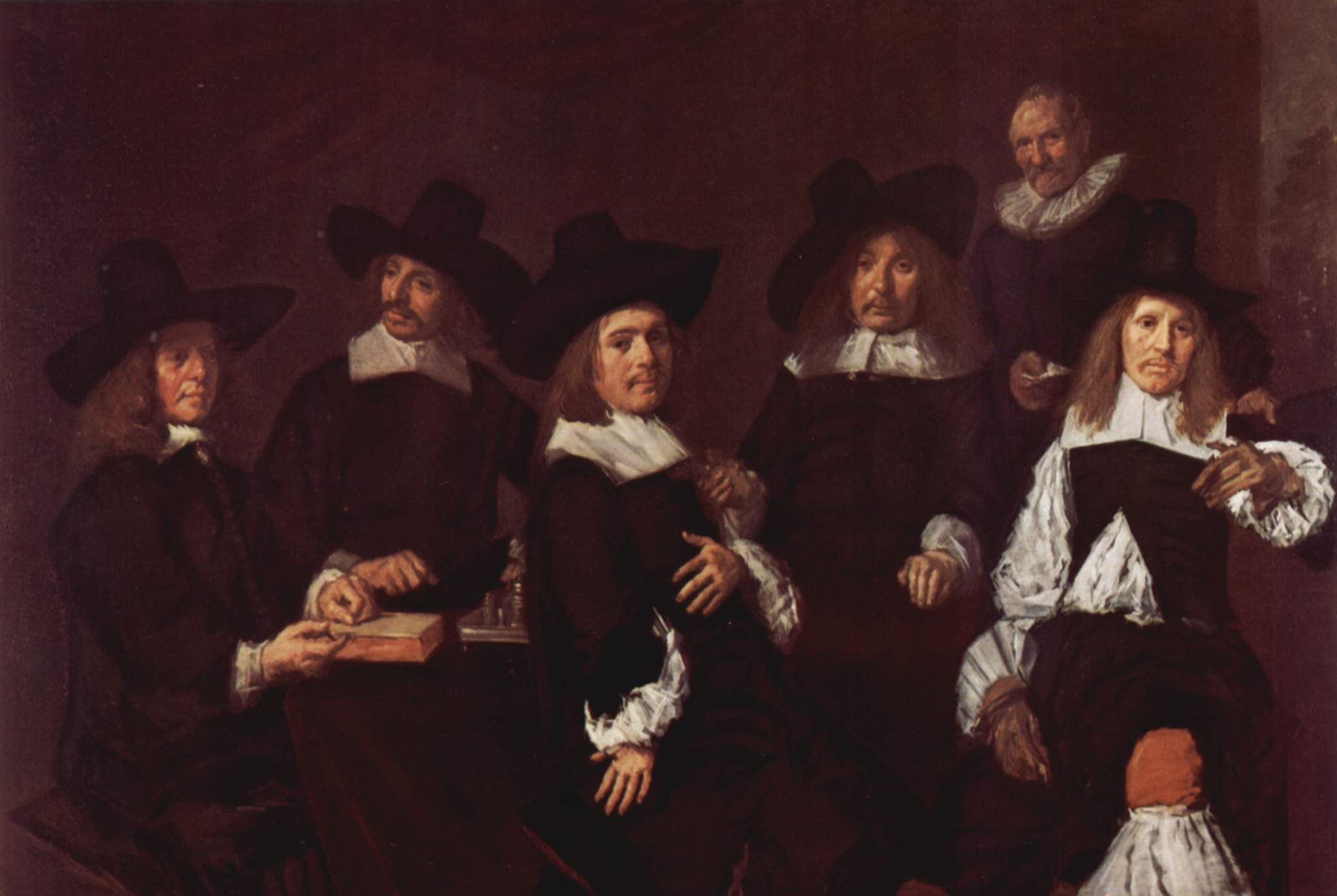
Portret regentów domu starców w Haarlemie (1664)

Frans Hals (ur. 1582 lub 1583 w Antwerpii, zm. 26 sierpnia 1666 w Haarlemie) – holenderski malarz, przedstawiciel baroku.

## Życiorys
Studiował w pracowniach Karela van Mandera i Goltziusa. Większą część życia spędził w Haarlemie i tam działał artystycznie. W 1610 został członkiem cechu św. Łukasza, a w 16 stycznia 1644 został mianowany na rok przewodniczącym gildii.
Był dwa razy żonaty i miał dziesięcioro dzieci. Przez całe życie borykał się z kłopotami finansowymi oraz długami. Na cztery lata przed śmiercią popadł w biedę: niewiele miał już zamówień i władze miasta musiały wypłacać mu skromną rentę.
Należał do największych portrecistów i malarzy obyczajowych. Sławne są jego portrety z Haarlemu członków korporacji oraz regentów, zbiorowe, jak było w modzie wówczas w Niderlandach. We Frans Hals Museum w Haarlemie znajduje się 8 portretów członków korporacji, jeden zaś w Amsterdamie.

## Technika i styl
Hals jako jeden z pierwszych posługiwał się spontanicznym gestem malarskim i grubymi impastami „oślepiającej”, czystej bieli kontrastującej z generalnie ciemną tonacją obrazów (jest to charakterystyczne szczególnie dla późniejszego okresu jego twórczości). Malował techniką alla prima, bezpośrednio na płótno. Świadczy o tym brak rysunków, których najprawdopodobniej nie robił wcale (albo też się nie zachowały).

## Twórczość
Hals to jeden z najwybitniejszych portrecistów z kręgu malarstwa europejskiego. Malował portrety grupowe i indywidualne oraz sceny rodzajowe.
Wśród modeli Halsa przeważali osiadli w Haarlemie zamożni imigranci z południowych Niderlandów, którzy od połowy lat 20. do połowy lat 40. mieli duże znaczenie w życiu miasta, gdyż przyczynili się do odrodzenia w nim browarnictwa i przetwórstwa tekstylnego (tym samym przyczyniając się do rozkwitu Haarlemu w pierwszej połowie XVII wieku). Zaś Hals, jako ulubiony malarz opisanego środowiska, nie narzekał na brak zamówień. Malował portrety pojedyncze, wizerunki par małżeńskich lub narzeczeńskich, portrety rodzinne, czy też kompanii strzeleckich. Hals był przede wszystkim mistrzem portretów grupowych, zamawianych powszechnie w siedemnastowiecznej Holandii przez członków różnych mieszczańskich instytucji: straży municypalnych, zarządów przytułków i szpitali, zarządów cechów. W dużych miastach dostanie się do tak wąskiego grona malarzy otrzymujących podobne zamówienia było trudne i stanowiło to wyraźną nobilitację artysty. W Haarlemie Hals wyrobił sobie pozycję głównego wykonawcy portretów miejskich gwardii strzeleckich. Kompanie strzeleckie, oddziały składające się z wolontariuszy, odegrały swego czasu dużą rolę w walce z Hiszpanami o niepodległość, stąd brało się ich znaczenie polityczne i towarzyskie w siedemnastowiecznej Holandii. Ponieważ jednak ich rola militarna znacząco zmalała w latach rozejmu (1609-1621) i potem, gdy działania wojenne nie były zbyt ożywione, zeszły one na plan dalszy, przybrały jednak charakter klubów towarzyskich, których członkowie dawali się portretować dla upamiętnienia wspólnych bankietów oraz ćwiczeń strzeleckich. W Haarlemie były 2 kompanie strzeleckie – św. Jerzego (do którego należał Hals) i św. Hadriana, obie kilkakrotnie przedstawiane na płótnach przez artystę. Frans Hals namalował w sumie ponad 100 portretów.
Sława Halsa dotarła do Amsterdamu, skąd, co było bardzo wyjątkowe, otrzymał w 1633 roku zamówienie na wykonanie portretu oficerów Kompanii Kuszników pod wodzą kapitana Reyniera Reaela i porucznika Michielszoona Blaeuwa (obecnie obraz znajduje się w Muzeum Państwowym, w Amsterdamie). Praca nad wielkim portretem przeciągała się i w lipcu 1636 roku Hals został wezwany do Amsterdamu, aby tam, na miejscu, ukończyć dzieło. Mimo że potrzebował pieniędzy, gdyż od paru miesięcy był w poważnych tarapatach finansowych, odmówił odbycia dwunastomilowej podróży do Amsterdamu. Nalegał, aby członkowie gwardii przyjechali do jego pracowni, jako najdogodniejszego miejsca malowania obrazu. Tamci jednak nie ustąpili, portret został w 1637 roku ukończony przez Pietera Codde (1599–1679), a sam Hals prawdopodobnie nigdy nie uzyskał zapłaty za dzieło.
Nawet pod koniec życia, gdy jego popularność zmalała, dostał kolejne dwa ważne zlecenia na grupowe wizerunki regentów i regentek domu starców. Miała to być forma zapłaty za opiekę, jakiej po zubożeniu udzielono mu w tym ośrodku.

## Rozwój
Proces dojrzewania obrazów i stylu malarskiego Halsa można podzielić na trzy etapy:
- Ludzie z wczesnych portretów Halsa urzekają witalną siłą, zdrowiem i pogodą. W jego obrazach brak wykwintnych metafor i nawiązań. Przykładowo, u jego współczesnemu malarzowi – Jordaensowi – przedstawienia flamandzkiej społeczności są dokonane poprzez odwoływanie się do motywów biblijnych i mitologicznych (porównaj np. obraz „Satyr u chłopów”). Hals malował ludzi sobie bliskich – kompanów pijatyk, nie posiadających grosza przy duszy. Nie dążył do pogłębiania psychiki swych modelów, ani do bardziej wnikliwego jej studiowania. Dostrzegał on w twarzy swego modela przede wszystkim to, co da się ująć jednym spojrzeniem i jak nikt potrafił przenieść swą wizję na płótno. Posiadał wielką zdolność do obserwacji szybkich ruchów, gestykulacji, mimiki. O ile było to możliwe, Hals pozwalał swym modelom zachować postawę niewymuszoną. Wykonywał swe obrazy w szaleńczym tempie, nie dbając o poprawność formalną by oddać zaobserwowane gwałtowne i zamaszyste ruchy. Był jednym z pierwszych artystów posługujących się swobodnymi i lekkimi pociągnięciami pędzla na płótnie, którymi jednocześnie potrafił wyraźnie określić plastyczną formę.
- W wieku dojrzałym artysta często malował portrety grupowe. Przykładowo: „Strzelcy Gwardii św. Jerzego” (1616), „Strzelcy Gwardii św. Hadriana” (1623-1624).
- Późne portrety przenika wewnętrzny niepokój. Nie ma tu już śladu żywej, pełnej temperamentu mimiki modeli i śmiałych, energicznych ruchów pędzla. Ludzie wydają się być nikłymi cieniami. Artysta, który tak wiele oczekiwał od życia, przeżywał głębokie rozczarowanie, co wpłynęło na wygląd jego ostatnich dzieł. W tym okresie można znaleźć w jego twórczości przestrogi przypominające o przemijalności dóbr ziemskich i próżności ambicji życiowych.

## Nawiązania i inspiracje
Frans Hals wykształcił w swej pracowni swych siedmiu synów: m.in. Fransa Halsa młodszego.
Hals odcisnął wyraźne piętno na rozwoju malarstwa rodzajowego w rodzinnym mieście, kształcąc wielu artystów, wśród nich:
- Dircka Halsa (1591-1656) – swego młodszego brata
- Judith Leyster (1609-1660) – malarkę
- Jana Miense Molenaera (ok. 1610-1668) – męża Judith Leyster
- Adriaena van Ostade (1610-1685) – znakomitego malarza scen chłopskich
- Willem Buytewech (1591 lub 1592 do 1624) – był to najwybitniejszy w tym czasie przedstawiciel bardziej eleganckiego malarstwa rodzajowego, wyobrażającego rozrywki zamożnych, dobrze i modnie odzianych ludzi; przejął on od Halsa niektóre typy postaci komicznych występujących w jego obrazach i ogólny nastrój teatralno-karnawałowej zabawy; zapewne miał styczność z twórczością Halsa, ponieważ mieszkał w Haarlemie 5 lat
- Adriaena Brouwera.

Dzięki Halsowi rozwinął się gatunek portretu.
Powszechne uznanie zdobył również w 2. połowie XIX wieku. Przyczyniły się do tego zakupy jego obrazów przez bogatych Amerykanów oraz uznanie, jakie zdobył u impresjonistów. Z pewnością był inspiracją dla Vincenta van Gogha pod względem technicznym (stosowanie techniki impastu). Porównaj obraz: Malle Babbe, prezentowany fragment ukazuje żywiołowy styl jego malarstwa. Ten rodzaj ekspresji po ponad trzystu latach rozwoju znalazł najbardziej dobitny wyraz w dziele Jacksona Pollocka.
Twórczość Halsa stała się inspiracją dla kilku utworów Jacka Kaczmarskiego: „Trzy portrety” – zgodnie z tytułem inspirowanym trzema portretami: pijanego żołnierza, Cyganki i lekarza, „Portret zbiorowy w zabytkowym wnętrzu”, „Portret zbiorowy we wnętrzu – Dom Opieki”.

## Wybrane dzieła

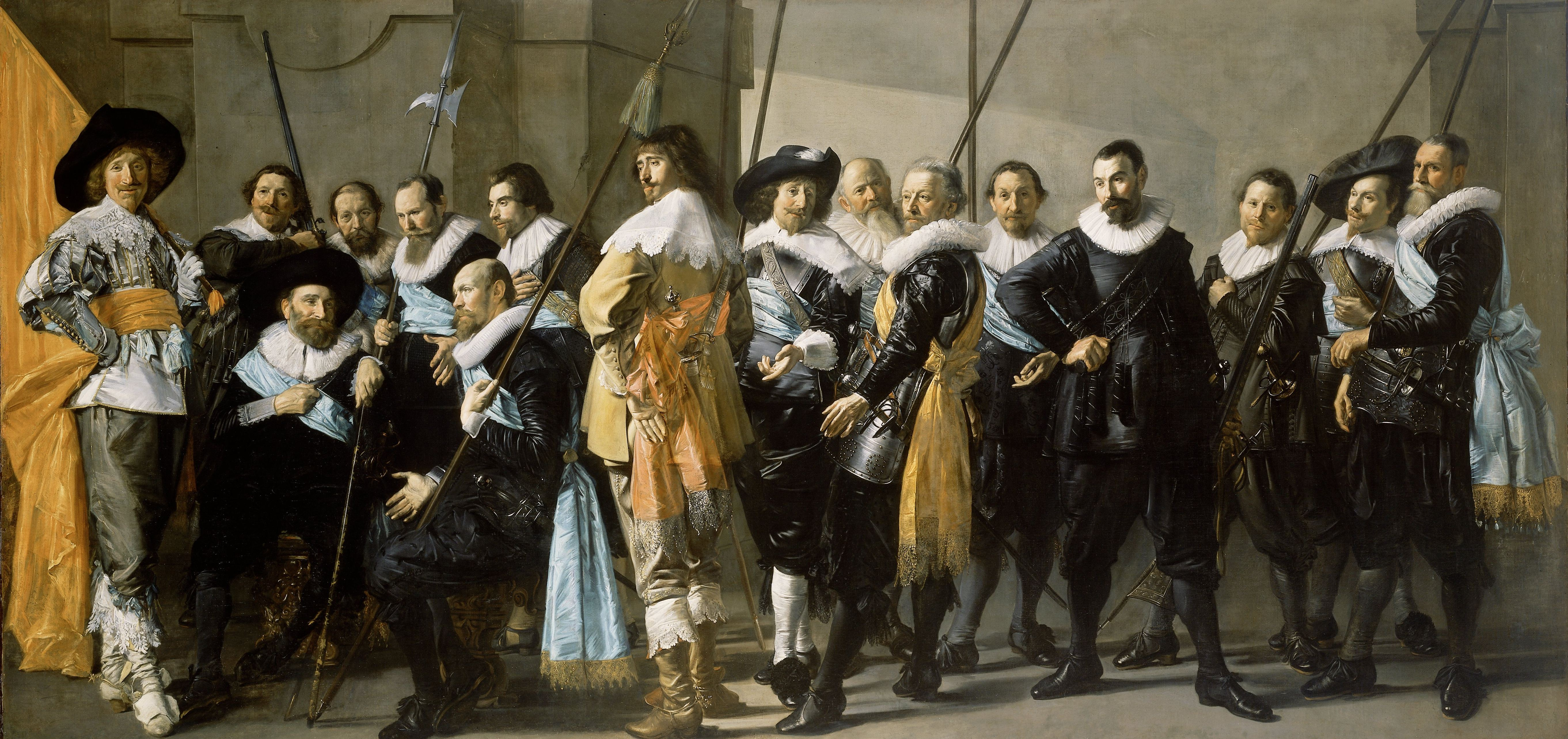
Portret oficerów kompanii kuszników pod wodzą kapitana Reyniera Reaela i porucznika Michielszoona Blaeuwa, tzw. Chuda kompania (1633-37), olej na płótnie, 207,3 x 427,5 cm, Rijksmuseum, Amsterdam

- Bankiet oficerów gwardii cywilnej św. Hadriana (1627), 183 × 266,5 cm, Frans Hals Museum, Haarlem

Frans Hals malując ten obraz postąpił zgodnie z tradycją wyobrażania członków kompanii strzeleckiej na siedząco, podczas bankietu. Nowością w obrazie Halsa jest przekonywająca charakterystyka każdego z przedstawionych członków gwardii za pomocą mimiki lub gestu, w czym ujawnia się postawa malarza rodzajowego.
- Bankiet oficerów gwardii cywilnej św. Jerzego (1616), 175 × 324 cm, Frans Hals Museum, Haarlem
- Bankiet oficerów Obywatelskiej Straży Świętego Andrzeja (ok. 1627-33), 183 × 277 cm, Frans Hals Museum, Haarlem
- Błazen grający na lutni (ok. 1623), 70 × 62 cm, Luwr, Paryż
- Cyganka (1628-30), 58 × 52 cm, Luwr, Paryż (obraz ten ukazuje, jaki wpływ miał na Halsa Caravaggio)
- Grający na lutni (ok. 1630), 83 × 75 cm, Narodowa Galeria Irlandii, Dublin
- Malle Babbe lub Czarownica z Haarlemu (1630), 75 × 64 cm, Gemaldegalerie, Berlin
- Mulat (ok. 1628-30), 75 × 63 cm, Museum der Bildenden Kuenste, Lipsk
- Portret kobiety (1934), 73 × 56,2 cm, Detroit Institute of Arts
- Portret małżonków Isaaka Massa i Beatrix van der Laen (ok. 1621), olej na płótnie, 140 × 165 cm, Rijksmuseum, Amsterdam
- Portret mężczyzny (1634), olej na desce, 73,3 x 56,2 cm, Timken Museum of Art, San Diego
- Portret mężczyzny w kapeluszu (1660-66), 79,5 × 66,5 cm, Staatliche Museum, Kassel
- Portret mężczyzny z rękawiczkami (ok. 1650), 80 × 66,5 cm, Ermitaż, Sankt Petersburg
- Portret młodzieńca z czaszką (1626-28), 92,2 × 80,8 cm, National Gallery w Londynie
- Portret oficera (ok. 1645), 86 × 69 cm, National Gallery of Art, Waszyngton
- Portret oficerów kompanii kuszników pod wodzą kapitana Reyniera Reaela i porucznika Michielszoona Blaeuwa, tzw. Chuda kompania (1633), 207,3 × 427,5 cm, Rijksmuseum, Amsterdam (ukończony przez Pietera Codde w 1637)
- Portret oficerów i podoficerów kompanii strzelców gwardii św. Jerzego w Haarlemie (1639), 218 × 421 cm, Frans Hals Museum, Harlem
- Portret Paulusa van Beresteyna (ok. 1620), 137 × 104 cm, Luwr, Paryż
- Portret Pietera van den Broecke (ok. 1633), 71,2 × 61 cm, Kenwood House, Londyn
- Portret regentek domu staruszek w Haarlemie (1664), 172,5 × 256 cm, Frans Hals Museum, Haarlem
- Portret regentów domu starców w Haarlemie (1664), 172,5 × 256 cm, Frans Hals Museum, Haarlem

W tym obrazie leżące na stole złote monety i księgi rachunkowe przytułku mają na celu podkreślenie działalności filantropijnej modeli, rekrutujących się z najbogatszej warstwy mieszczańskiej. Obraz przenika subtelna gra niezliczonych odcieni czerni i bieli, w których malowaniu Hals nie miał sobie równych. Dopełnia ją kilka plam intensywnej czerwieni.
- Portret regentów szpitala św. Elżbiety w Haarlemie (1641), 153 × 252 cm, Frans Hals Museum, Haarlem
- Portret Stephanusa Geraerdtsa (ok. 1650-52), 115,4 × 87,5 cm, Królewskie Muzeum Sztuk Pięknych, Antwerpia
- Portret Willema Coymansa (1645), 77 × 63 cm, National Gallery of Art, Waszyngton
- Portret Willema Croes (1658-60), 47 × 34 cm, Stara Pinakoteka, Monachium
- Rodzina na tle krajobrazu (ok. 1648), 202 × 285 cm, Muzeum Thyssen-Bornemisza, Madryt
- Roześmiany chłopiec (1620-25), śr. 29,5 cm, Mauritshuis, Haga
- Stojąca kobieta z rękawiczkami w dłoniach (ok. 1648), 108 × 80 cm, Luwr, Paryż
- Śmiejący się kawaler (1624), 83 × 67,3 cm, Wallace Collection, Londyn (zakupiony w 1865 roku za olbrzymią wówczas kwotę 51 tys. franków)
- Śpiewak z fletem (1625-27), 62 × 54,5 cm, Gemaldegalerie, Berlin
- Troje dzieci z wozem zaprzęgniętym w kozę (1620), 150,8 × 107,5 cm, Musées Royaux des Braux-Arts, Bruksela
- Wesoły bibosz lub Wesoły pijak (ok. 1629), 66,5 × 81 cm, Rijksmuseum, Amsterdam

Badacze spierają się, czy obraz przedstawia alegorię zmysłu smaku. Wolny od oficjalnej sztywności wizerunek znajomego czy też przedstawienie rodzajowe pozbawione sensu metaforycznego. Malowane jest brawurowymi pociągnięciami pędzla. Wrażenie bliskości i bezpośredniego kontaktu z przedstawioną na obrazie postacią potęgują jej wyciągnięta prawa ręka oraz kielich trzymany w lewej dłoni.
- Willem van Heythuysen (1625), 204,5 × 134,5 cm, Stara Pinakoteka, Monachium
- Willem van Heythuysen (ok. 1638), 46,9 × 37,5 cm, Musées Royaux des Beaux-Arts, Bruksela